# 야스이 에이지

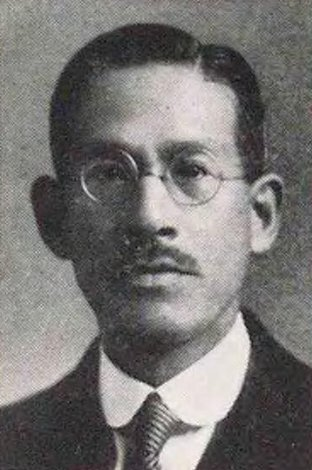
야스이 에이지

야스이 에이지(일본어: 安井 英二, 1890년 9월 18일 ~ 1982년 1월 9일)는 일본의 내무 관료이자 정치인이다. 오카야마현지사, 오사카부지사, 제1차 고노에 내각의 문부대신, 제2차 고노에 내각의 내무대신 겸 후생대신, 귀족원 의원 등을 지냈다.
야스이는 1890년, 도쿄에서 판사의 아들로 태어나, 1916년 도쿄 제국대학을 졸업한 후, 내무성에 들어갔다. 1918년 경보국(警保局) 사무관이 되어, 난바라 시게루와 함께 노동조합법(労働組合法)의 초안을 만들기 위해 1923년부터 1년간 독일에서 조사하였다.
그 후 내무대신 비서관 (대신관방문서 과장 겸임), 지방국(地方局) 행정과장으로서 지방 자치 개혁을 담당하였다. 1929년 경보국 보안 국장이 되었으며, 이후 오카야마현 지사·사회국 노동 국장을 거쳐 1932년, 지방국장이 되어 선거숙정운동을 추진하였고, 1935년 오사카부 지사에 임명되었다.
1937년 고노에 후미마로에 의해 문부대신이 되었고, 1938년 귀족원 칙선의원이 되었다. 1940년 신체제운동(新体制運動)의 완성을 기해 다시 내각을 조성한 고노에에 의해 제2차 고노에 내각에서 내무대신이 되었다. 하지만 부처 내에서의 반발로 인해 불과 반년 만에 경질되었고, 1945년 본토결전(本土決戦)에 대비, 오사카부 지사에 재임되어 긴키 지방 총감을 겸임하였다. 전후 공직에서 추방되었으며, 1958년 국가공안위원이 되었다.